# Bridei V dei Pitti
Bridei V (in goidelico Bruide mac Fergusa; fl. VIII secolo) è stato re di Fortriu dal 761 al 763.
Era fratello di Óengus, al quale succedette quando si trovava in età oramai avanzata. La sua morte viene ricordata dagli Annali dell'Ulster e da quelli di Tigernach.